# Solanum linnaeanum
Solanum linnaeanum é uma espécie de planta com flor pertencente à família Solanaceae. 
A autoridade científica da espécie é Hepper & P.-M.L. Jaeger, tendo sido publicada em Kew Bulletin 41(2): 435. 1986.

## Portugal
Trata-se de uma espécie presente no território português, nomeadamente em Portugal Continental, no Arquipélago dos Açores e no Arquipélago da Madeira.
Em termos de naturalidade é introduzida nas três regiões atrás referidas.

## Protecção
Não se encontra protegida por legislação portuguesa ou da Comunidade Europeia.